# Joni Ortio
Joni Juhani Ortio (* 16. April 1991 in Turku) ist ein finnischer Eishockeytorwart, der seit Mai 2022 bei HV71 aus der Svenska Hockeyligan (SHL) unter Vertrag steht.

## Karriere

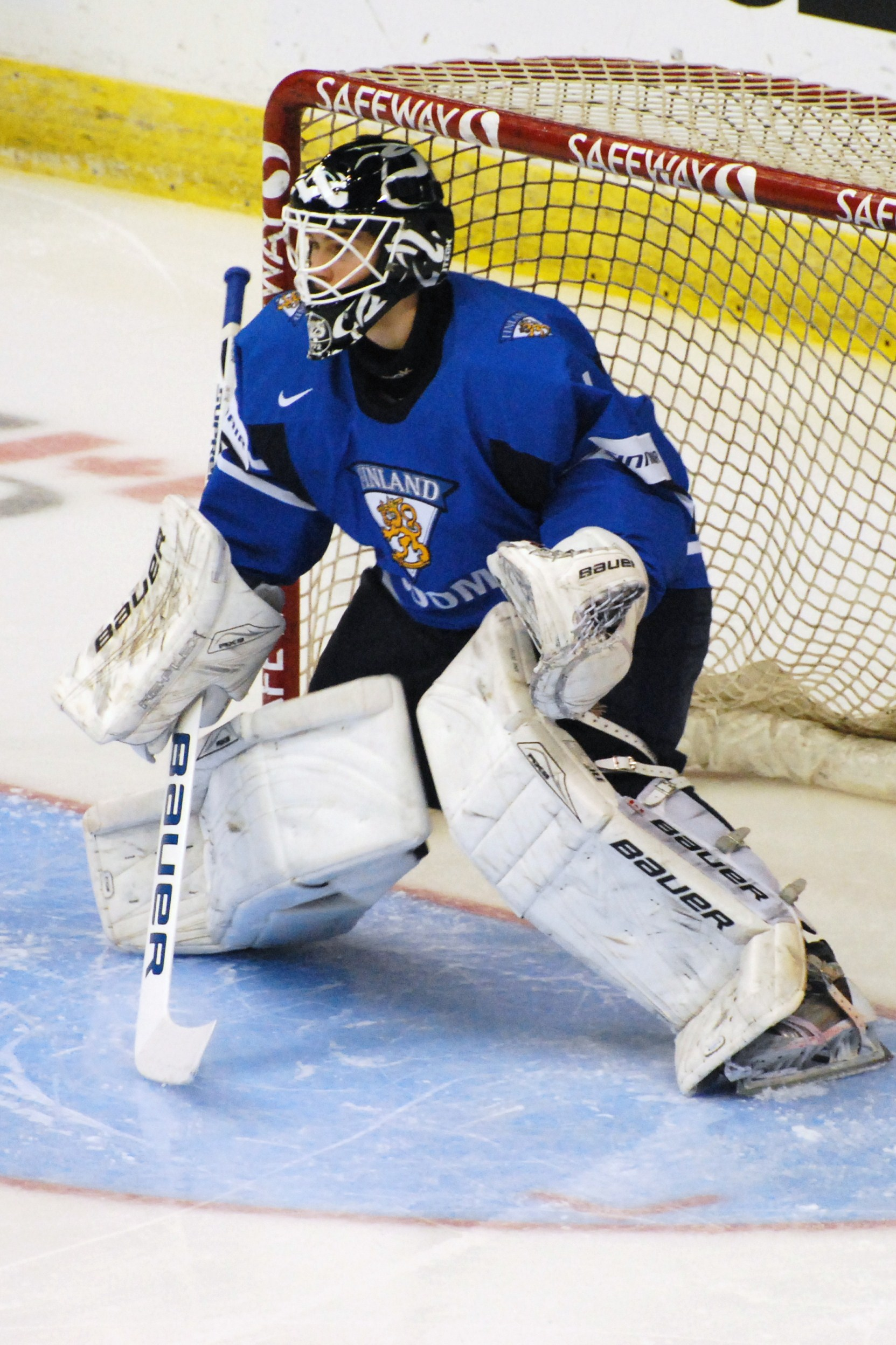
Joni Ortio im Trikot Finnlands

Ortio begann seine Karriere in der Nachwuchsabteilung des TPS Turku, für den er bis 2007 in der jeweils höchsten finnischen Liga seiner Altersklasse zum Einsatz kam. Anschließend wechselte er für ein Jahr zum Stadtrivalen TuTo, bevor er zu TPS zurückkehrte und die U20-Mannschaft in den Play-offs 2009 bis ins Finale um die finnische Meisterschaft führte.
Im NHL Entry Draft 2009 wurde Ortio in der sechsten Runde an insgesamt 171. Position von den Calgary Flames ausgewählt. Im selben Jahr wurde er beim CHL Import Draft von den Swift Current Broncos in der ersten Runde an insgesamt 44. Stelle gedraftet. In der Saison 2009/10 gab er schließlich sein Profidebüt für die Herrenmannschaft von TPS in der SM-liiga und kam parallel für TuTo, den Kooperationspartner des Vereins in der zweitklassigen Mestis, zum Einsatz. In der folgenden Spielzeit stand er als Ersatztorwart hinter Atte Engren erstmals regulär im Kader von TPS und absolvierte 15 Spiele in der SM-liiga. Schließlich gewann er mit seiner Mannschaft den finnischen Meistertitel.
Nach Saisonende unterzeichnete Ortio am 30. März 2011 einen Einstiegsvertrag über drei Jahre mit den Calgary Flames und wechselte zunächst auf Probebasis zum Farmteam der Flames, den Abbotsford Heat, in die American Hockey League (AHL). Bei seinem Debüt gegen die Toronto Marlies ließ er sechs Gegentore zu. In der folgenden Saison stand er zunächst weiter im Kader der Heat und absolvierte dort neun Einsätze, bevor er im Januar 2012 zu seinem Heimatverein TPS in die SM-liiga zurückkehrte. Zur Saison 2012/13 wechselte Ortio innerhalb der SM-liiga zum Helsingfors IFK, wo er mit 54 Spielen der am häufigsten eingesetzte Torwart der Liga war.
Vor der Saison 2013/14 wechselte er erneut nach Nordamerika, erhielt dort aber zunächst keinen Platz im Kader der Heat. Stattdessen wurde er im Oktober 2013 zu den Alaska Aces, dem Farmteam der Heat, in die ECHL geschickt, wo er für vier Spiele zum Einsatz kam. Anschließend konnte er sich jedoch als Stammtorhüter in Abbotsford durchsetzen und verzeichnete in 37 Spielen eine Fangquote von 92,6 Prozent. Am Ende der Saison wurde er für seine Leistungen ins AHL All-Rookie Team berufen. Am 27. Februar 2014 gab Ortio beim Spiel gegen die Los Angeles Kings zudem sein Debüt für die Calgary Flames in der National Hockey League (NHL) und kam dort zu insgesamt neun Einsätzen.
Nachdem Ortio in den Saisons 2014/15 und 2015/16 regelmäßig zwischen NHL und AHL gewechselt war, wurde sein Vertrag im Sommer 2016 nicht verlängert. In der Folge unterzeichnete der Torwart im September 2016 einen Einjahresvertrag beim Skellefteå AIK aus der Svenska Hockeyligan (SHL). Mit dem SAIK erreichte er in der Saison 2017/18 die schwedische Vizemeisterschaft und zeigte dabei sehr gute Leistungen. Im Mai 2018 wechselte er aus der SHL in die Kontinentale Hockey-Liga (KHL) zum HK Witjas.
Nach einem Jahr in der KHL erhielt er keinen neuen Vertrag vom HK Witjas und wurde im Oktober 2019 von den ZSC Lions aus der Schweizer National League verpflichtet. Am Saisonende verließ der Finne den Klub jedoch wieder und wechselte zurück in die KHL, wo er sich dem kasachischen Klub Barys Nur-Sultan anschloss, um nach zwei Spielzeiten zu HV71 nach Schweden zu wechseln.

### International
Joni Ortio vertrat Finnland erstmals bei der World U-17 Hockey Challenge 2008 und verhalf der Mannschaft als Stammtorhüter im folgenden Jahr bei der U18-Junioren-Weltmeisterschaft zum Gewinn der Bronzemedaille. Bei den U20-Junioren-Weltmeisterschaften 2010 und 2011 stand er ebenfalls im Tor der finnische Auswahl und schloss das Turnier 2011 mit einer Fangquote von 93,1 Prozent als zweitbester Torwart hinter Jack Campbell ab.
Nachdem er die finnische Herren-Nationalmannschaft bereits bei der Euro Hockey Tour vertreten hatte, stand Ortio erstmals bei der Weltmeisterschaft 2013 im Kader und bestritt als Ersatztorwart hinter Antti Raanta drei Einsätze. Ebenso war er bei der Weltmeisterschaft 2017 im finnischen Aufgebot, wurde dort jedoch nicht eingesetzt.

## Erfolge und Auszeichnungen
| - 2009 Finnischer A-Junioren-Vizemeister mit TPS Turku - 2010 Finnischer Meister mit TPS Turku - 2014 AHL All-Rookie Team | - 2015 Teilnahme am AHL All-Star Classic - 2018 Schwedischer Vizemeister mit Skellefteå AIK |

### International
- 2009 Bronzemedaille bei der U18-Junioren-Weltmeisterschaft

## Statistik
(Legende zur Torhüterstatistik: GP oder Sp = Spiele insgesamt; W oder S = Siege; L oder N = Niederlagen; T oder U oder OT = Unentschieden oder Overtime- bzw. Shootout-Niederlage; Min. = Minuten; SOG oder SaT = Schüsse aufs Tor; GA oder GT = Gegentore; SO = Shutouts; GAA oder GTS = Gegentorschnitt; Sv% oder SVS% = Fangquote; EN = Empty Net Goal; 1 Play-downs/Relegation; Kursiv: Statistik nicht vollständig)